# Semielacher silvicola
Semielacher silvicola är en stekelart som beskrevs av Boucek 1988. Semielacher silvicola ingår i släktet Semielacher och familjen finglanssteklar. Inga underarter finns listade i Catalogue of Life.